# سیارک ۲۴۳۴۵
سیارک ۲۴۳۴۵ (به انگلیسی: 24345 Llaverias، نامگذاری:2000AU99) بیست و چهار هزار و سیصد و چهل و پنجمین سیارک کشف شده‌است که در ۵ ژانویه ۲۰۰۰ کشف شد.
قدر مطلق سیارک برابر ۱۷.۰ است.